# École supérieure d'art de Cambrai
 (avril 2019).
Si vous disposez d'ouvrages ou d'articles de référence ou si vous connaissez des sites web de qualité traitant du thème abordé ici, merci de compléter l'article en donnant les références utiles à sa vérifiabilité et en les liant à la section « Notes et références ».
Pour les articles homonymes, voir École supérieure d'art.
L'École Supérieure d'Art & de Communication de Cambrai est un Établissement d'Enseignement Public habilité par le Ministère de la Culture à délivrer des enseignements menant aux DNA et DNSEP option communication situé à Cambrai dans le Département du Nord. Elle accueille en moyenne une centaine d'étudiants. À la suite du protocole de décentralisation culturelle, elle est engagée depuis 2007 dans le projet de constitution d'un établissement régional multi-sites avec les écoles de Dunkerque, Tourcoing et Valenciennes et un partenariat privilégié avec le Fresnoy Studio national d'art contemporain de Tourcoing.

## Option communication
L'axe principal du projet pédagogique de l'ESAC Cambrai est celui de la communication défini dans le sens d'une tension entre des pratiques et des méthodologies différentes issues de la création contemporaine et qui se voient appliquées dans des champs spécifiques. Il s'agit de champs relatifs aux questions du documentaire et de l'image dans leur relation au réel (vidéo, photographie, écriture, etc), de la représentation d'informations complexes (cartographie, diagrammes, interfaces, interconnexions, etc), de la pratique de l'exposition (graphisme d'exposition, scénographie), des systèmes de signes (signalétique, graphisme...), de la typographie, de la critique des dispositifs médiatiques, de la narration contemporaine (intertextualité, hypertexte) et, enfin, du spectacle vivant en relation avec les nouveaux médias.
Les étudiants de ce cursus sont incités à maîtriser et à investir un ensemble de techniques dans ces champs (photographie, gravure, sérigraphie, vidéo, PAO, dessin, programmation...) en développant une capacité d'analyse critique des conditions de production et de diffusion de leurs travaux. Ce dernier aspect est rendu possible par un apport d'enseignements théoriques : philosophie, histoire et actualité de l'art et du design, théories de la communication.